# Faveria striaticosta
Faveria striaticosta is een vlinder uit de familie snuitmotten (Pyralidae). De wetenschappelijke naam van deze soort is voor het eerst geldig gepubliceerd in 1927 door de Joannis.

## Voorkomen
De soort komt voor in Mozambique.